# Ykkönen 2015
La Ykkönen 2015 fu la ventunesima edizione della seconda serie del campionato finlandese di calcio come Ykkönen. Il campionato, iniziato il 2 maggio e terminato il 17 ottobre, con il formato a girone unico e composto da dieci squadre, venne vinto dal PS Kemi Kings, che venne promosso in Veikkausliiga.

## Stagione

### Novità
Dalla Ykkönen 2014 venne promosso in Veikkausliiga l'HIFK, mentre vennero retrocessi in Kakkonen il JIPPO e il Viikingit. Dalla Veikkausliiga 2014 venne retrocesso il TPS, mentre dal Kakkonen vennero promossi l'Ekenäs e il PS Kemi Kings. Poiché il KTP, secondo classificato, e l'Ilves, terzo classificato erano stati ripescati in Veikkausliiga, per completare l'organico di Ykkönen vennero ripescati dal campionato di Kakkonen il VIFK e l'MP.

### Formula
Le dieci squadre si affrontavano tre volte nel corso del campionato, per un totale di 27 giornate. La prima classificata veniva promossa direttamente in Veikkausliiga, mentre la seconda classificata affrontava la penultima classificata in Veikkausliiga in uno spareggio promozione/retrocessione. Le ultime due classificate venivano retrocesse direttamente in Kakkonen.

## Squadre partecipanti
| Club          | Città       | Stadio                        | Stagione 2014                  |
| ------------- | ----------- | ----------------------------- | ------------------------------ |
| EIF           | Raseborg    | Ekenäs Centrumplan            | 1º posto in Kakkonen Eteläinen |
| Haka          | Valkeakoski | Tehtaan kenttä                | 5º posto in Ykkönen            |
| Jazz          | Pori        | Porin stadion                 | 8º posto in Ykkönen            |
| JJK           | Jyväskylä   | Harjun stadion                | 7º posto in Ykkönen            |
| MP            | Mikkeli     | Mikkelin Urheilupuisto        | 1º posto in Kakkonen Itäinen   |
| AC Oulu       | Oulu        | Raatin stadion                | 4º posto in Ykkönen            |
| PK-35 Vantaa  | Vantaa      | ISS stadion                   | 6º posto in Ykkönen            |
| PS Kemi Kings | Kemi        | Sauvosaaren urheilupuisto     | 1º posto in Kakkonen Pohjoinen |
| TPS           | Turku       | Urheilupuiston yläkenttä      | 12º posto in Veikkausliiga     |
| VIFK          | Vaasa       | Hietalahden jalkapallostadion | 1º posto in Kakkonen Läntinen  |

## Classifica finale
|  | Pos. | Squadra       | Pt | G  | V  | N | P  | GF | GS | DR  |
|  | ---- | ------------- | -- | -- | -- | - | -- | -- | -- | --- |
|  | 1.   | PS Kemi Kings | 53 | 27 | 16 | 5 | 6  | 50 | 30 | +20 |
|  | 2.   | PK-35 Vantaa  | 49 | 27 | 15 | 4 | 8  | 53 | 25 | +28 |
|  | 3.   | TPS           | 49 | 27 | 14 | 7 | 6  | 40 | 18 | +22 |
|  | 4.   | JJK           | 46 | 27 | 13 | 7 | 7  | 43 | 27 | +16 |
|  | 5.   | AC Oulu       | 44 | 27 | 12 | 8 | 7  | 31 | 28 | +3  |
|  | 6.   | Haka          | 41 | 27 | 11 | 8 | 8  | 48 | 41 | +7  |
|  | 7.   | Jazz          | 32 | 27 | 9  | 5 | 13 | 37 | 48 | -11 |
|  | 8.   | EIF           | 31 | 27 | 8  | 7 | 12 | 36 | 49 | -13 |
|  | 9.   | MP            | 17 | 27 | 4  | 2 | 21 | 31 | 56 | -29 |
|  | 10.  | VIFK          | 14 | 27 | 3  | 5 | 19 | 27 | 74 | -47 |

Legenda:
      Promossa in Veikkausliiga
 Ammessa allo spareggio promozione-retrocessione
      Retrocesse in Kakkonen
Note:
Tre punti a vittoria, uno a pareggio, zero a sconfitta.
La classifica viene stilata secondo i seguenti criteri:
- Punti conquistati
- Differenza reti generale
- Reti totali realizzate
- Punti conquistati negli scontri diretti
- Differenza reti negli scontri diretti
- Reti realizzate negli scontri diretti
- Minor numero di reti subite in trasferta†
- Reti realizzate in casa†
- Minor numero di reti subite in casa†
- Play-off†
- Sorteggio

† solo per decidere promozione e retrocessione

## Statistiche

### Classifica marcatori
| Gol |  |  | Giocatore           | Squadra       |
| --- |  |  | ------------------- | ------------- |
| 19  |  |  | Kalle Multanen      | Haka          |
| 17  |  |  | Pablo Couñago       | PK-35 Vantaa  |
| 17  |  |  | Billy Ions          | PS Kemi Kings |
| 11  |  |  | Jussi Aalto         | TPS           |
| 9   |  |  | Elias Ahde          | Jazz          |
| 9   |  |  | Antto Hilska        | JJK           |
| 9   |  |  | Sasa Jovović        | PS Kemi Kings |
| 8   |  |  | Samu Petteri Mäkelä | Jazz          |